# Хуан Мануель Маркес
Хуан Мануель Маркес (ісп. Juan Manuel Márquez; 23 серпня 1973, Мехіко, Мексика) — мексиканський боксер-професіонал, що виступав в  напівсередній ваговій категорії. Чемпіон світу в чотирьох вагових категоріях, загалом переміг 8 бійців за чемпіонський титул.

## Професійна кар'єра

### Маркес проти Касамайора
13 вересня 2008 року відбувся бій Маркеса проти кубинського олімпійського чемпіона Хоеля Касамайора. Його трансляція відбувалася за системею плати та дивися — PPV на телеканалі HBO. В кінці одинадцятого раунду Маркес провів вдалу серію ударів у голову. Касамайор натомість вирішив іти в розмін, але у ньому пропустив ще ударів. Намагаючись відійти, кубинець пропустив правий хук і впав. Йому вдалося швидко встати і продовжити бій. Касамайор намагався врятуватися у клінчі, однак Маркесу вдалося відтиснути його до канатів та посипати суперника великою кількістю ударів. Касамайор не витримав такого натиску і впав на канвас. Рефері одразу зупинив бій.

### Маркес проти Мейвезера
Хуан Мануель Маркес був першим суперником Флойда після повернення. Бій, що пройшов 19 вересня 2009 року, відбувався в проміжній ваговій категорії і не був титульним. В бою вирішальним фактором була швидкість Мейвезера. Він встигав контратакувати всі спроби Маркеса. Вже в другому раунді мексиканець був відправлений в нокдаун. В четвертому раунді Маркес отримав розсічення. Протягом поєдинку Мейвезер намагався вивести суперника із себе. Загалом американець повністю перебоксував Мануеля Маркеса. Результат поєдинку 120-107, 119-108, 118-109. Гонорар Мейвезера склав 10 млн.$, а Маркеса лише 3,2 млн.$ (гонорар вказаний баз прибутку від платних трансляцій).

### Маркес проти Пак'яо III
Бій відбувався 12 листопада 2011 і тривав усі 12 раундів. В загальному підсумку Пак'яо бив часто, але  разом з тим багато промахувався. Маркес у свою чергу бив дуже влучно, а його удари були сильними. Протягом останніх раундів філіппінець підняв темп, але великої користі з цього не отримав. 2 суддів віддали перемогу Менні 115-113, 116-112, а третій нарахував нічию 114-114. Бій вийшов неоднозначним. Багато в чому  він розчарував, а авторитетне американське видання «The Ring»  взагалі охрестило цей поєдинок званням «Грабунок року». В опитуванні після поєдинку 43% опитаних віддали перемогу Маркесу.

### Маркес проти Пак'яо IV
8 грудня 2012 року відбувся четвертий бій в протистоянні цих боксерів. На кону стояв титул чемпіона десятиліття за версією WBO. Боксери розпочали дуже активно. Вже в 3 раунді удар Маркеса відправив Пак'яо в нокдаун, але філіппінець швидко підвівся і продовжив бій. В 5 раунді нокдаун відраховували вже для Маркеса. В кінці 6 раунду між боксерами відбувся розмін, переможцем в якому став Маркес. Пак'яо наткнувся на зустрічний удар і впав. Рефері навіть не став відраховувати 10 секунд, а зупинив бій. Пак'яо довго не міг підвестися , пролежавши без свідомості декілька секунд. За всіма картками рефері в бою перемагав Пак'яо. Журнал «The Ring» присудив цьому бою звання: «Бій року», «Нокаут року», «Подія року», «Раунд року».

## Таблиця боїв
| 56 Перемог (40 нокаутом, 16 за рішення суддів), 7 Поразок (1 нокаутом, 6 за рішення суддів), 1 нічия |        |                       |        |         |      |                   |                                                   |                                                                          |
| Результат                                                                                            | Рекорд | Суперник              | Спосіб | Раунд   | Час  | Дата              | Місце проведення                                  | Примітки                                                                 |
| Перемога                                                                                             | 56–7–1 | Майк Альварадо        | UD     | 12      |      | 17 травня 2014    | The Forum, Інґлвуд, Каліфорнія                    | Виграв титул чемпіона WBO International у напівсередній вазі .           |
| Поразка                                                                                              | 55–7–1 | Тімоті Бредлі         | SD     | 12      |      | 12 жовтня 2013    | Thomas & Mack Center, Лас-Вегас, Невада           | Бій за титул чемпіона WBO у напівсередній вазі .                         |
| Перемога                                                                                             | 55–6–1 | Менні Пак'яо          | KO     | 6 (12)  | 2:59 | 8 грудня 2012     | MGM Grand Garden Arena, Лас-Вегас, Невада         | Виграв вакантний титул чемпіона десятиліття WBO у напівсередній вазі .   |
| Перемога                                                                                             | 54–6–1 | Сергій Федченко       | UD     | 12      |      | 14 квітня 2012    | Arena Ciudad de México, Мехіко                    | Виграв титул тимчасового чемпіона WBO у першій напівсередній вазі .      |
| Поразка                                                                                              | 53–6–1 | Менні Пак'яо          | MD     | 12      |      | 12 листопада 2011 | MGM Grand Garden Arena, Лас-Вегас, Невада         | Бій за титул чемпіона WBO у напівсередній вазі .                         |
| Перемога                                                                                             | 53–5–1 | Лікар Рамос           | KO     | 1 (12)  | 1:46 | 16 липня 2011     | Plaza de Toros, Канкун, Кінтана-Роо               |                                                                          |
| Перемога                                                                                             | 52–5–1 | Майкл Катсілс         | TKO    | 9 (12)  | 2:14 | 27 листопада 2010 | MGM Grand Garden Arena, Лас-Вегас, Невада         | Зихистив титули чемпіона The Ring, WBO & WBA (Super) у легкій вазі .     |
| Перемога                                                                                             | 51–5–1 | Хуан Діас             | UD     | 12      |      | 31 липня 2010     | Mandalay Bay, Лас-Вегас, Невада                   | Зихистив титули чемпіона The Ring, WBO & WBA (Super) у легкій вазі .     |
| Поразка                                                                                              | 50–5–1 | Флойд Мейвезер        | UD     | 12      |      | 19 вересня 2009   | MGM Grand Garden Arena, Лас-Вегас, Невада         |                                                                          |
| Перемога                                                                                             | 50–4–1 | Хуан Діас             | TKO    | 9 (12)  | 2:40 | 28 лютого 2009    | Toyota Center, Х'юстон, Техас                     | Захистив титул The Ring , виграв WBO , WBA (Super) і IBO у легкій вазі . |
| Перемога                                                                                             | 49–4–1 | Хоель Касамайор       | KO     | 11 (12) | 0:55 | 13 вересня 2008   | MGM Grand Garden Arena, Лас-Вегас, Невада         | Виграв титул чемпіона The Ring у легкій вазі .                           |
| Поразка                                                                                              | 48–4–1 | Менні Пак'яо          | SD     | 12      |      | 15 березня 2008   | Mandalay Bay, Лас-Вегас, Невада                   | Бій за титули чемпіона WBC і The Ring у другій напівлегкій вазі .        |
| Перемога                                                                                             | 48–3–1 | Рокі Хуарес           | UD     | 12      |      | 3 листопада 2007  | Desert Diamond Casino, Тусон, Аризона             | Захистив титул чемпіона WBC у другій напівлегкій вазі .                  |
| Перемога                                                                                             | 47–3–1 | Марко Антоніо Баррера | UD     | 12      |      | 17 березня 2007   | Mandalay Bay, Лас-Вегас, Невада                   | Виграв титул чемпіона WBC у другій напівлегкій вазі .                    |
| Перемога                                                                                             | 46–3–1 | Джімрекс Джака        | KO     | 9 (12)  | 2:48 | 25 листопада 2006 | Dodge Arena, Хідалго, Техас                       | Захистив титул тимчасового чемпіона WBO у напівлегкій вазі .             |
| Перемога                                                                                             | 45–3–1 | Тердсак Кокіетджім    | TKO    | 7 (12)  | 1:13 | 5 серпня 2006     | MontBleu, Стателайн, Невада                       | Виграв титул тимчасового чемпіона WBO у напівлегкій вазі .               |
| Поразка                                                                                              | 44–3–1 | Кріс Джон             | UD     | 12      |      | 3 березня 2006    | Karang Melenu Sports Hall, Кутаї                  | Втратив титул чемпіона WBA у напівлегкій вазі .                          |
| Перемога                                                                                             | 44–2–1 | Віктор Поло           | UD     | 12      |      | 7 травня 2005     | Mandalay Bay, Лас-Вегас, Невада                   | Захистив титули чемпіона WBA і IBF у напівлегкій вазі .                  |
| Перемога                                                                                             | 43–2–1 | Орландо Салідо        | UD     | 12      |      | 18 вересня 2004   | MGM Grand Las Vegas, Лас-Вегас, Невада            | Захистив титули чемпіона WBA і IBF у напівлегкій вазі .                  |
| Нічия                                                                                                | 42–2–1 | Менні Пак'яо          | SD     | 12      |      | 8 травня 2004     | MGM Grand Las Vegas, Лас-Вегас, Невада            | Захистив титули чемпіона WBA і IBF у напівлегкій вазі .                  |
| Перемога                                                                                             | 42–2   | Деррік Гайнер         | TD     | 7 (12)  | 2:37 | 1 листопада 2003  | Van Andel Arena, Гренд-Репідс                     | Захистив титул чемпіона IBF, виграв WBA (Super) у напівлегкій вазі .     |
| Перемога                                                                                             | 41–2   | Маркос Лікона         | TKO    | 9 (10)  | 3:00 | 16 серпня 2003    | Mohegan Sun, Монтвіль, Конектикут                 |                                                                          |
| Перемога                                                                                             | 40–2   | Мануель Медіна        | TKO    | 7 (12)  | 1:18 | 1 лютого 2003     | Mandalay Bay, Лас-Вегас, Невада                   | Виграв титул чемпіона IBF у напівлегкій вазі .                           |
| Перемога                                                                                             | 39–2   | Ектор Хав'єр Маркес   | TKO    | 10 (10) | 0:28 | 21 червня 2002    | The Orleans, Лас-Вегас, Невада                    |                                                                          |
| Перемога                                                                                             | 38–2   | Роббі Педен           | RTD    | 10 (12) | 3:00 | 9 березня 2002    | A.J.Palumbo Center, Пітсбург, Пенсільванія        | Виграв титул чемпіона NABF і титул USBA у напівлегкій вазі .             |
| Перемога                                                                                             | 37–2   | Джонні Волкер         | TKO    | 1 (10)  | 0:56 | 19 жовтня 2001    | Coeur d'Alene Casino Resort Hotel, Ворлей, Айдахо |                                                                          |
| Перемога                                                                                             | 36–2   | Хуліо Гамбоа          | TKO    | 7 (10)  | 3:00 | 19 серпня 2001    | Stateline Casino, Вендовер, Юта                   |                                                                          |
| Перемога                                                                                             | 35–2   | Бейбі Лорона          | TKO    | 2 (10)  | 2:50 | 1 квітня 2001     | Peppermill Hotel Casino, Рено, Невада             |                                                                          |
| Перемога                                                                                             | 34–2   | Сін Флетчер           | TKO    | 7 (10)  | 1:54 | 11 лютого 2001    | Peppermill Hotel Casino, Рено, Невада             |                                                                          |
| Перемога                                                                                             | 33–2   | Реюнанте Джамілі      | KO     | 3 (10)  | 1:14 | 22 жовтня 2000    | Peppermill Hotel Casino, Рено, Невада             |                                                                          |
| Перемога                                                                                             | 32–2   | Даніель Хіменес       | RTD    | 7 (10)  | 3:00 | 27 серпня 2000    | Plaza Hotel & Casino, Лас-Вегас, Невада           |                                                                          |
| Перемога                                                                                             | 31–2   | Рокі Касіані          | UD     | 12      |      | 20 травня 2000    | Caesars Tahoe, Стателайн, Невада                  | Виграв титул чемпіона WBO NABO у напівлегкій вазі .                      |
| Перемога                                                                                             | 30–2   | Реміжіо Моліна        | TKO    | 8 (10)  | 2:01 | 20 листопада 1999 | Hard Rock Hotel & Casino, Лас-Вегас, Невада       |                                                                          |
| Поразка                                                                                              | 29–2   | Фредді Норвуд         | UD     | 12}     |      | 11 вересня 1999   | Mandalay Bay, Лас-Вегас, Невада                   | Бій за титул чемпіона WBA у напівлегкій вазі .                           |
| Перемога                                                                                             | 29–1   | Вільфредо Варгас      | KO     | 2 (10)  | 2:02 | 10 травня 1999    | The Forum, Інґлвуд, Каліфорнія                    |                                                                          |
| Перемога                                                                                             | 28–1   | Хосе де Хесус Гарсія  | KO     | 1 (10)  | 1:54 | 20 лютого 1999    | Spotlight 29 Casino, Коахелла, Каліфорнія         |                                                                          |
| Перемога                                                                                             | 27–1   | Франциско Ареола      | TKO    | 3 (12)  | 2:24 | 24 жовтня 1998    | Tropicana Resort & Casino, Лас-Вегас, Невада      | Захистив титул чемпіона WBO NABO у напівлегкій вазі .                    |
| Перемога                                                                                             | 26–1   | Енріке Юпітер         | TKO    | 8 (12)  | 1:09 | 22 серпня 1998    | Tropicana Resort & Casino, Лас-Вегас, Невада      | Захистив титул чемпіона WBO NABO у напівлегкій вазі .                    |
| Перемога                                                                                             | 25–1   | Хуан Герардо Кабрера  | TKO    | 4 (12)  | 3:00 | 20 червня 1998    | Tropicana Resort & Casino, Лас-Вегас, Невада      | Захистив титул чемпіона WBO NABO у напівлегкій вазі .                    |
| Перемога                                                                                             | 24–1   | Луїс Самудіо          | TKO    | 9 (10)  | 2:18 | 16 березня 1998   | The Forum, Інґлвуд, Каліфорнія                    |                                                                          |
| Перемога                                                                                             | 23–1   | Альфред Котей         | UD     | 12      |      | 22 листопада 1997 | Tropicana Resort & Casino, Лас-Вегас, Невада      | Захистив титул чемпіона WBO NABO у напівлегкій вазі .                    |
| Перемога                                                                                             | 22–1   | Вінсент Ховард        | TKO    | 12      |      | 27 вересня 1997   | Caesars Tahoe, Стателайн, Невада                  | Захистив титул чемпіона WBO NABO у напівлегкій вазі .                    |
| Перемога                                                                                             | 21–1   | Каталіно Бацерра      | TKO    | 7 (12)  | 1:37 | 14 липня 1997     | The Forum, Інґлвуд, Каліфорнія                    | Захистив титул чемпіона WBO NABO у напівлегкій вазі .                    |
| Перемога                                                                                             | 20–1   | Агапіто Санчез        | UD     | 12      |      | 21 квітня 1997    | The Forum, Інґлвуд, Каліфорнія                    | Захистив титул чемпіона WBO NABO у напівлегкій вазі .                    |
| Перемога                                                                                             | 19–1   | Седрік Мінгосей       | RTD    | 10 (12) | 3:00 | 3 лютого 1997     | Honda Center, Анахайм, Каліфорнія                 | Виграв титул чемпіона WBO NABO у напівлегкій вазі .                      |
| Перемога                                                                                             | 18–1   | Родріго Валензуела    | KO     | 8 (10)  | 3:00 | 19 грудня 1996    | The Forum, Інґлвуд, Каліфорнія                    |                                                                          |
| Перемога                                                                                             | 17–1   | Даррел Пікней         | UD     | 10      |      | 19 жовтня 1996    | Caesars Tahoe, Невада                             |                                                                          |
| Перемога                                                                                             | 16–1   | Фредді Круз           | UD     | 10      |      | 8 липня 1996      | The Forum, Інґлвуд, Каліфорнія                    |                                                                          |
| Перемога                                                                                             | 15–1   | Джуліо Герваціо       | KO     | 8 (10)  | 0:35 | 29 квітня 1996    | Honda Center, Анахайм, Каліфорнія                 |                                                                          |
| Перемога                                                                                             | 14–1   | Ектор Улісес Чонг     | KO     | 4 (10)  | 1:42 | 4 березня 1996    | The Forum, Інґлвуд, Каліфорнія                    |                                                                          |
| Перемога                                                                                             | 13–1   | Джуліан Віллер        | TKO    | 10 (10) | 2:55 | 6 листопада 1995  | The Forum, Інґлвуд, Каліфорнія                    |                                                                          |
| Перемога                                                                                             | 12–1   | Мігель Родрігес       | TKO    | 1 (10)  | 2:30 | 25 вересня 1995   | The Forum, Інґлвуд, Каліфорнія                    |                                                                          |
| Перемога                                                                                             | 11–1   | Хуліо Цезар Портілло  | KO     | 6 (10)  | 2:10 | 10 липня 1995     | The Forum, Інґлвуд, Каліфорнія                    |                                                                          |
| Перемога                                                                                             | 10–1   | Хуліо Санчес Леон     | UD     | 10      |      | 24 квітня 1995    | The Forum, Інґлвуд, Каліфорнія                    |                                                                          |
| Перемога                                                                                             | 9–1    | Мартін Очоа           | TKO    | 1 (?)   |      | 30 січня 1995     | The Forum, Інґлвуд, Каліфорнія                    |                                                                          |
| Перемога                                                                                             | 8–1    | Ісраель Гонсалес      | TKO    | 4 (8)   | 0:34 | 3 грудня 1994     | Caesars Palace, Лас-Вегас, Невада                 |                                                                          |
| Перемога                                                                                             | 7–1    | Хосе Луїс Монтес      | KO     | 2 (?)   |      | 12 листопада 1994 | Plaza México, Мехіко                              |                                                                          |
| Перемога                                                                                             | 6–1    | Ісраель Флорес        | UD     | 4       |      | 1 жовтня 1994     | Мехіко                                            |                                                                          |
| Перемога                                                                                             | 5–1    | Грегоріо Сільва       | TKO    | 2 (?)   |      | 27 серпня 1994    | Мехіко                                            |                                                                          |
| Перемога                                                                                             | 4–1    | Роман Поблано         | UD     | 6       |      | 7 квітня 1994     | Мехіко                                            |                                                                          |
| Перемога                                                                                             | 3–1    | Ісаак Кортес          | TKO    | 5 (6)   |      | 1 жовтня 1993     | Мехіко                                            |                                                                          |
| Перемога                                                                                             | 2–1    | Ісраель Флорес        | TKO    | 2 (?)   |      | 18 вересня 1993   | Мехіко                                            |                                                                          |
| Перемога                                                                                             | 1–1    | Хав'єр Куіроз         | TKO    | 3 (?)   |      | 26 червня 1993    | Мехіко                                            |                                                                          |
| Поразка                                                                                              | 0–1    | Хав'єр Дуран          | DQ     | 1 (?)   |      | 29 квітня 1993    | Мехіко                                            |                                                                          |